# Crossoptilon
Crossoptilon là một chi chim trong họ Phasianidae.

## Các loài
Danh sách được Brian Houghton Hodgson lập năm 1838, với 4 loài được ghi nhận:
| Hình ảnh | Tên khoa học              | Tên thông dụng | Phân bố                                |
| -------- | ------------------------- | -------------- | -------------------------------------- |
|          | Crossoptilon crossoptilon |                | Thanh Hải, Tứ Xuyên, Vân Nam, Tây Tạng |
|          | Crossoptilon harmani      |                | Đông Nam Tây Tạng và Bắc Ấn Độ         |
|          | Crossoptilon mantchuricum |                | Đống Bác Trung Quốc                    |
|          | Crossoptilon auritum      |                | Trung bộ Trung Quốc                    |

## Hình ảnh

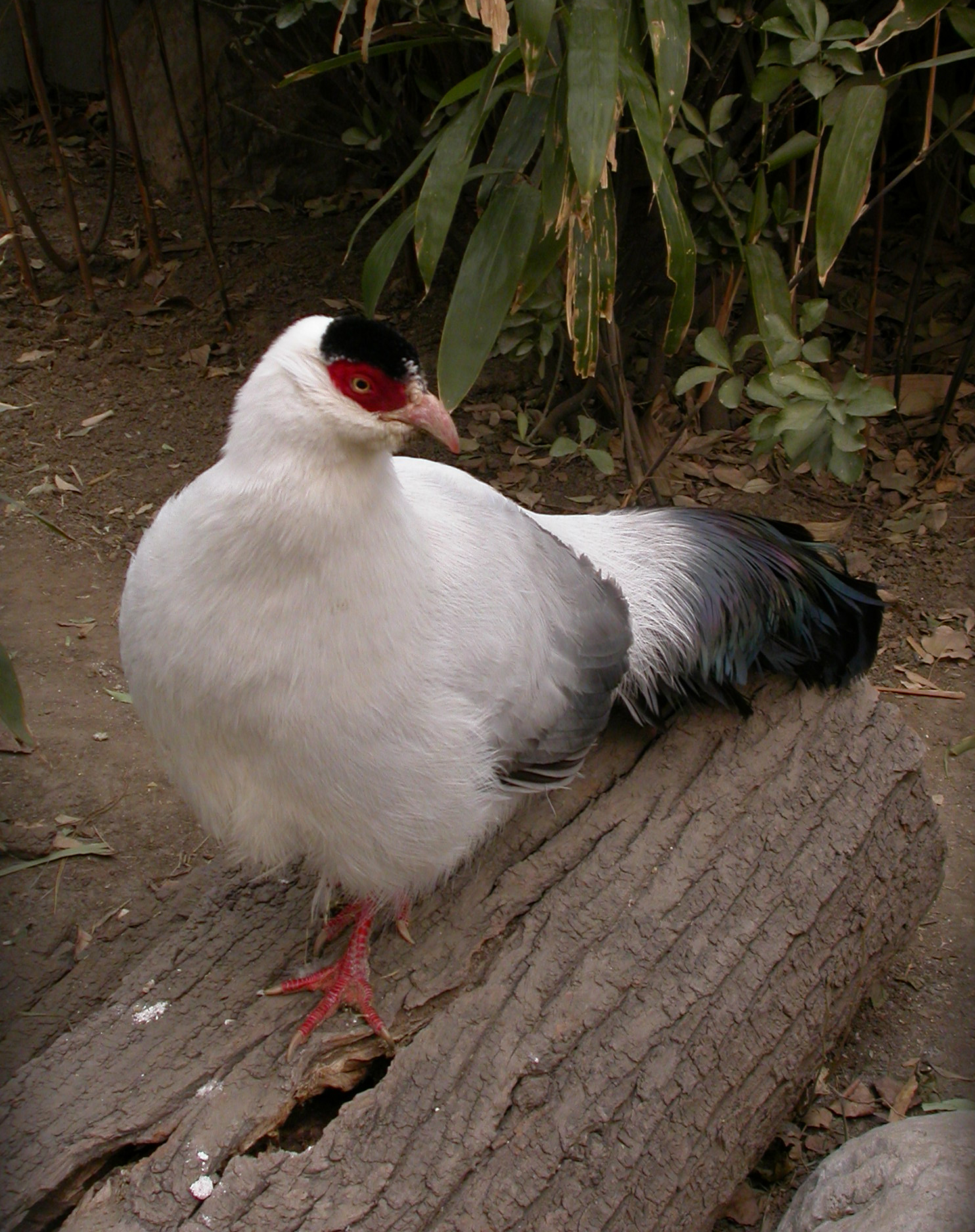
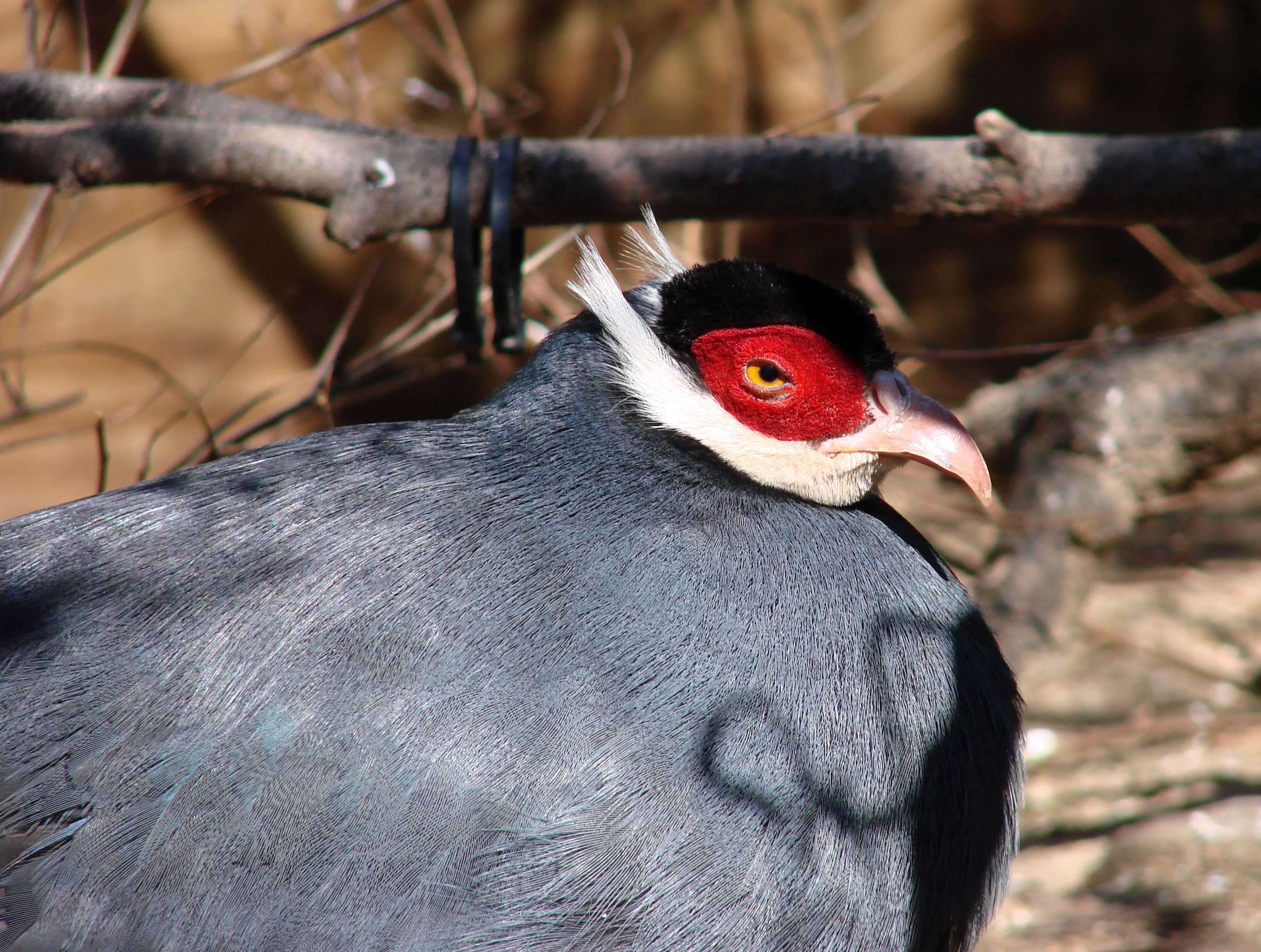